# Halecium ornatum
Halecium ornatum är en nässeldjursart som beskrevs av Nutting 1901. Halecium ornatum ingår i släktet Halecium och familjen Haleciidae.
Artens utbredningsområde är Norra Ishavet. Inga underarter finns listade i Catalogue of Life.